# Rusty Wailes
Rusty Wailes   (Seattle, 21 de març de 1936 - Seattle, 11 d'octubre de 2002) és un remer estatunidenc, ja retirat, que va competir durant la dècada de 1950.
S'inicià en el rem a la Universitat Yale a la tardor de 1954. El 1956 va prendre part en els Jocs Olímpics d'Estiu de Melbourne, on guanyà la medalla d'or en la prova del vuit amb timoner del programa de rem. Quatre anys més tard, als Jocs de Roma, guanyà la medalla d'or en la prova del quatre sense timoner, formant equip amb Arthur Ayrault, Ted Nash i John Sayre. En el seu palmarès també destaca una medalla d'or als Jocs Panamericans de 1959.